# Fuensanta de Martos
Fuensanta de Martos is een gemeente in de Spaanse provincie Jaén in de regio Andalusië met een oppervlakte van 54 km². Fuensanta de Martos telt 3.115 inwoners (1 januari 2016).